# 塔希提王国
塔希提王国是1788年（或1791年）—1880年存在于大洋洲的一个王国，其领土为塔希提岛及其周边岛屿。
1788年，塔希提岛酋长波马雷一世通过与英国传教士的贸易获得了西方先进武器，从而征服了波利尼西亚的梅海蒂亚岛、莫雷阿岛和泰蒂亚罗阿岛等地，建立塔希提王国。
自国王波马雷二世以后，历代大溪地国王都皈依基督教并接受洗礼。
1842年，大溪地王国沦为法国的保护国。1880年，被法国兼并，成为法国的殖民地。